# マルガレータ・フォン・エスターライヒ (1567-1633)
マルガレータ・フォン・エスターライヒ（Erzherzogin Margaretha von Österreich, 1567年1月25日 - 1633年7月5日）は、神聖ローマ皇帝マクシミリアン2世と皇后マリア・デ・アウストリアの第15子、五女。

## 生涯
スペイン王フェリペ2世の妹である母皇后によって厳格なカトリック教育を受けた。未亡人となった母は1582年に祖国スペインに帰国する際、末娘のマルガレータを一緒に連れ帰った。翌1583年、マルガレータはクララ修道会の経営するマドリードのラス・デスカルサス・レアレス修道院（Monasterio de las Descalzas Reales）に入り、修道女として静かに生涯を送った。死後、遺骸は同修道院の墓地に葬られた。